# Manihot caerulescens
Manihot caerulescens är en törelväxtart som beskrevs av Johann Baptist Emanuel Pohl. Manihot caerulescens ingår i släktet Manihot och familjen törelväxter.

## Underarter
Arten delas in i följande underarter:
- M. c. caerulescens
- M. c. laevis
- M. c. macrantha
- M. c. paraensis